# Rebelión de los forajidos
Rebelión de los forajidos foi um movimento civil, mais tarde respaldado pelo comando conjunto das forças militares, que ocorreu de 13 a 20 de abril de 2005 em Quito, no Equador, e que derrubou o governo de Lucio Gutiérrez e substituiu-o por Alfredo Palacio, que atuava como vice-presidente de Gutiérrez. A revolta foi liderada pela população da classe média de Quito, que foi apoiada por vários setores protestando nas ruas contra o governo Gutiérrez visando sua substituição por um novo governo.
Deve o seu nome a alcunha usada pelo ex-presidente Lucio Gutiérrez para se referir aos cidadãos que protestaram contra ele. Em 14 de abril, os manifestantes se reuniram em frente ao seu domicilio  para exigir sua destituição, porém naquele lugar se encontrava sua família sem proteção policial (o próprio não dormia em sua casa, mas no palácio do governo, sob pesada vigilância policial e militar). O então presidente Gutiérrez declarou à imprensa que se tratavam de "forajidos que fueron a atacarme a mi domicilio", usando tal expressão possivelmente para desacreditá-los. Entretanto, os manifestantes acolheram a alcunha, conseguindo contornar sua conotação negativa, de modo que a rebelião popular que depôs o presidente Gutiérrez recebeu essa mesma denominação.  

## Antecedentes
Lucio Gutiérrez venceu as eleições para a Presidência do Equador em 2002, sob uma plataforma política antissistema e de esquerda, como uma alternativa aos desacreditados partidos tradicionais. Esta plataforma política teve apoio no movimento indígena (representado pelo Movimiento de Unidad Plurinacional Pachakutik) e outros setores populares.
No entanto, Gutiérrez foi acusado de trair suas bases e parceiros políticos, mudando radicalmente sua agenda, dando lugar a uma política de aproximação com os governos dos Estados Unidos e da Colômbia e estabelecendo uma aliança política com a direita equatoriana representada pelo Partido Social Cristão (PSC). Por estas razões, Pachakutik e os grupos sociais retiraram seu apoio ao governo de Gutiérrez.
Ao decorrer do seu mandato, as denúncias de nepotismo e corrupção tornaram-se cada vez mais frequentes. A aliança política com os partidos tradicionais foi rompida e diante do isolamento político, Gutiérrez formou uma nova maioria parlamentar com o Partido Roldosista Equatoriano (PRE) do ex-presidente Abdalá Bucaram El Loco, com o Partido Renovador Institucional de Ação Nacional (PRIAN) do empresário Álvaro Noboa e com o Movimiento Popular Democrático (MPD).
Como parte do acordo, Gutiérrez decidiu defenestrar o Supremo Tribunal de Justiça, o Tribunal Constitucional e o Supremo Tribunal Eleitoral (organizações em que até então possuíam representação majoritária do PSC) e substituiu suas autoridades por pessoas simpáticas aos partidos que compunham a nova aliança. Dessa forma, o novo presidente da Suprema Corte de Justiça, Guillermo Castro Dáger, acusado de ter ligações com o Partido Roldosista Equatoriano e de ser amigo do ex-presidente Bucaram, declarou nulo os julgamentos contra este último e contra outros políticos acusados de peculato.
Como resultado da anulação dos julgamentos contra os ex-presidentes Abdalá Bucaram, Gustavo Noboa e do ex-vice-presidente Alberto Dahik, estes regressaram do exílio, o que provocou fortes protestos e mobilizações pela população, uma vez que o retorno foi visto por muitos como um caso de impunidade.

## A revolta
A rebelión de los forajidos foi um movimento social que ocorreu na cidade de Quito, entre os meses de fevereiro e abril de 2005. Seus integrantes eram basicamente pessoas da classe média da capital do país.
A insatisfação com o governo de Gutiérrez aumentava a cada vez que os dias se passaram após a decisão judicial de absolvição de Abdalá Bucaram. Amplos setores sociais lideraram marchas para demonstrar sua rejeição à decisão e exigiram a destituição de Gutierrez. A estação de rádio La Luna, dirigida por Paco Velasco, tornou-se o meio pelo qual as reivindicações dos cidadãos eram canalizadas. Os protestos foram realizados à noite, começando na quarta-feira, 13 de abril, usando símbolos como os cacerolazos. Mais tarde, após a pressão dos cidadãos e a magnitude que os protestos estavam tomando, os outros meios de comunicação privados começaram a transmitir os fatos.
Por sua parte, Gutiérrez, na noite de 15 de abril - através do Decreto Executivo n.º 2752 - declarou estado de emergência, cessando o Supremo Tribunal de Justiça, a mesma Corte que ele controlava; além disso, o mesmo decreto executivo estabeleceu como Zona de Segurança a cidade de Quito, suspendeu vários dos direitos civis dos equatorianos, incluindo a liberdade de opinião e expressão de pensamento em todas as suas formas, a inviolabilidade do lar, o direito de circular livremente pelo território equatoriano e liberdade de reunião e associação para fins pacíficos. Essa foi uma medida classificada por muitos críticos como uma interferência em outros poderes do Estado e de ser inconstitucional e autoritária. O estado de emergência seria retirado ao fim de 20 horas, porém as manifestações continuariam diariamente, atingindo seu pico na noite de 19 de abril. Milhares de cidadãos se reuniram no parque de La Carolina e avançaram para o Palácio do Governo exigindo a renúncia de Gutiérrez.
Em 20 de abril, após um aumento na intensidade dos protestos em Quito, o prefeito Paco Moncayo ordenou o fechamento das entradas da capital, impedindo a passagem de ônibus com partidários do presidente Gutiérrez. Na manhã daquele dia, os protestos tomaram o edifício do Ministério da Previdência Social, que foi destruído e incendiado. Os protestos se tornaram violentos, com saques na capital, obrigando o esquadrão da polícia antimotim a agir e as Forças Armadas a barricar o Palácio de Carondelet. Ao meio-dia, os manifestantes atravessaram a barricada das Forças Armadas, uma vez que estas haviam retirado o apoio ao presidente Gutiérrez juntamente com o comando da polícia. Diante desta situação, Gutiérrez fugiu de Carondelet pelos telhados a bordo de um helicóptero do exército equatoriano. Um militar arriou a bandeira do Palácio de Carondelet anunciando que não havia nenhum governo.
Diante desta situação caótica, o Congresso do Equador convocou uma sessão de emergência improvisada, reunindo apenas deputados da oposição, no prédio do CIESPAL (Centro Internacional de Estudios Superiores de Comunicación para América Latina), uma vez que o edifício do legislativo havia sido saqueado e incendiado pelos manifestantes. Cynthia Viteri, como presidente do Congresso após a destituição de Omar Quintana, que ocupava o cargo principal, primeiramente declarou vacante o cargo de presidente da República, segundo artigo 167 da Constituição da República do Equador, com a disposição de "abandono do cargo". Posteriormente, foi decidida a destituição de Lucio Gutiérrez com uma votação de 60 votos favoráveis e 2 abstenções (38 membros, incluindo a grande maioria dos deputados governistas, não votaram). A oposição justificou sua decisão no fato de que, Gutiérrez, ao ter ordenado a cessação de funções dos magistrados do Poder Judiciário, havia intervindo em outro poder do estado, razão pela qual havia violado a Constituição e quebrado a ordem constitucional, um parecer que seria ratificado mais tarde pela Procuradoria-Geral da República. Já os partidários do ex-presidente Gutiérrez afirmaram que a destituição de Omar Quintana da presidência do Congresso, bem como a deposição do ex-presidente por "abandono do cargo", foram inconstitucionais; os governistas argumentaram que Gutiérrez nunca abandonou o cargo e classificaram o evento como um golpe de Estado. Tal ação foi vista como uma manobra política para evitar um  processo de impeachment. Após isso, foi empossado o vice-presidente Alfredo Palacio como o novo Presidente da República, confrontando a rejeição dos forajidos que exigiam o "vayan todos" (fora todos). A indignação popular, no entanto, não se limitaria ao deposto Lucío Gutiérrez, mas à classe política em geral. Após a queda de Gutiérrez, a sede do CIESPAL, onde estava reunido o Congresso, foi atacada por manifestantes, vários deputados foram agredidos e o novo presidente Alfredo Palacio permaneceu cercado por várias horas antes de o exército decidir intervir.
Após ser destituído, Gutiérrez foi diretamente para o Aeroporto Internacional Mariscal Sucre, onde um pequeno avião - também do exército - esperava por ele com os motores ligados para facilitar sua fuga; porém centenas manifestantes violaram a segurança do aeroporto, invadiram a pista de pouso e impediram que o avião decolasse. Assim, Gutiérrez teve que embarcar novamente no helicóptero para escapar outra vez da ira popular. Momentos depois, graças ao asilo concedido pelo governo do Brasil, conseguiria refugiar-se na embaixada brasileira, onde esperou pelo respectivo salvo-conduto para que pudesse abandonar o país. A embaixada seria cercada por manifestantes. Finalmente, após ter recebido o aguardado salvo-conduto, às 4h da manhã do dia 24 de abril - ocultando o rosto com uma balaclava e disfarçado de policial -, Gutiérrez deixou a embaixada brasileira a bordo de uma viatura policial que o conduziu até ao aeroporto. Ali, embarcou em um helicóptero do exército que o levou para a cidade de Latacunga, onde embarcou em uma aeronave da Força Aérea Brasileira na qual abandonou o país. 